# Jackie Galloway
Jackie Galloway (27 de dezembro de 1995) é uma taekwondista estadunidense, medalhista olímpica e campeã pan-americana. 

## Carreira
Jackie Galloway competiu na Rio 2016, na qual conquistou a medalha de bronze, na categoria mais de 67kg..